# Јосиповац
Јосиповац је насељено место у саставу града Осијека у Осјечко-барањској жупанији, Република Хрватска.

## Историја
До краја Другог светског рата, Јосиповац је био немачко село Sankt Josef. После рата село је колонизовано Хрватима из Загорја и Далмације.
До територијалне реорганизације у Хрватској налазио се у саставу старе општине Осијек.

## Становништво
На попису становништва 2011. године, Јосиповац је имао 4.101 становника.

## Попис 1991.
На попису становништва 1991. године, насељено место Јосиповац је имало 4.043 становника, следећег националног састава:
| Попис 1991.‍   | Попис 1991.‍  | Попис 1991.‍ | Попис 1991.‍ | Попис 1991.‍ |
| ------------- | ------------ | ----------- | ----------- | ----------- |
|               |              |             |             |             |
| Хрвати        | Хрвати       |             | 3.706       | 91,66%      |
| Срби          | Срби         |             | 184         | 4,55%       |
| Југословени   | Југословени  |             | 65          | 1,60%       |
| Мађари        | Мађари       |             | 10          | 0,24%       |
| Немци         | Немци        |             | 10          | 0,24%       |
| Словаци       | Словаци      |             | 8           | 0,19%       |
| Муслимани     | Муслимани    |             | 5           | 0,12%       |
| Словенци      | Словенци     |             | 5           | 0,12%       |
| Македонци     | Македонци    |             | 4           | 0,09%       |
| Чеси          | Чеси         |             | 2           | 0,04%       |
| Албанци       | Албанци      |             | 1           | 0,02%       |
| остали        | остали       |             | 2           | 0,04%       |
| неопредељени  | неопредељени |             | 19          | 0,46%       |
| непознато     | непознато    |             | 22          | 0,54%       |
| укупно: 4.043 |              |             |             |             |